# Герб Вологодської області

Герб Вологодської області

Герб Вологодської області — офіційний знак, що є символом Вологодської області і є емблемою обласних органів державної влади. Розроблений на основі історичного герба Вологодської губернії другої половини XIX століття.

## Опис
У червленому (червоному) полі десниця в золотому одіянні, що вихідить зі срібних хмар і тримає золоті, прикрашені дорогоцінними каменями державу й срібний меч із золотим ефесом, покладений у перев'яз; на чолі щита — російська імператорська корона, якою вона зображувалася в губернських гербах, з лазуровими (синіми, блакитними) стрічками.
Установлене законом офіційне тлумачення основних елементів герба:
- Десниця з мечем — символ справедливості, правового суду, а також захисту Батьківщини
- Держава — знак влади, державності, прав суб'єкта Російської федерації
- Імператорська корона символізує історичний державний територіальний статус Вологодської землі. Корона є традиційним геральдичним знаком високого достоїнства і влади
- Червлень (червоний колір) гербового поля символізує владу і мужність, золото служить позначенням достатку й могутності, срібло — шляхетності, світла й чистоти

Герб Вологодської області внесений в Державний геральдичний регістр Російської Федерації під № 101. Автор малюнка герба Вологодської області О. В. Свириденко.